# Fogh Depot
Fogh Depot — инструментальная группа, играющая электронно-экспериментальный джаз, c элементами neoclassical и эмбиент. Создана в 2014 году в Москве, подписана на немецком независимом лейбле Denovali Records. На 2023 год в активе группы два студийных альбома, альбом ремиксов и ряд выступлений на российских и европейских фестивалях.

## История

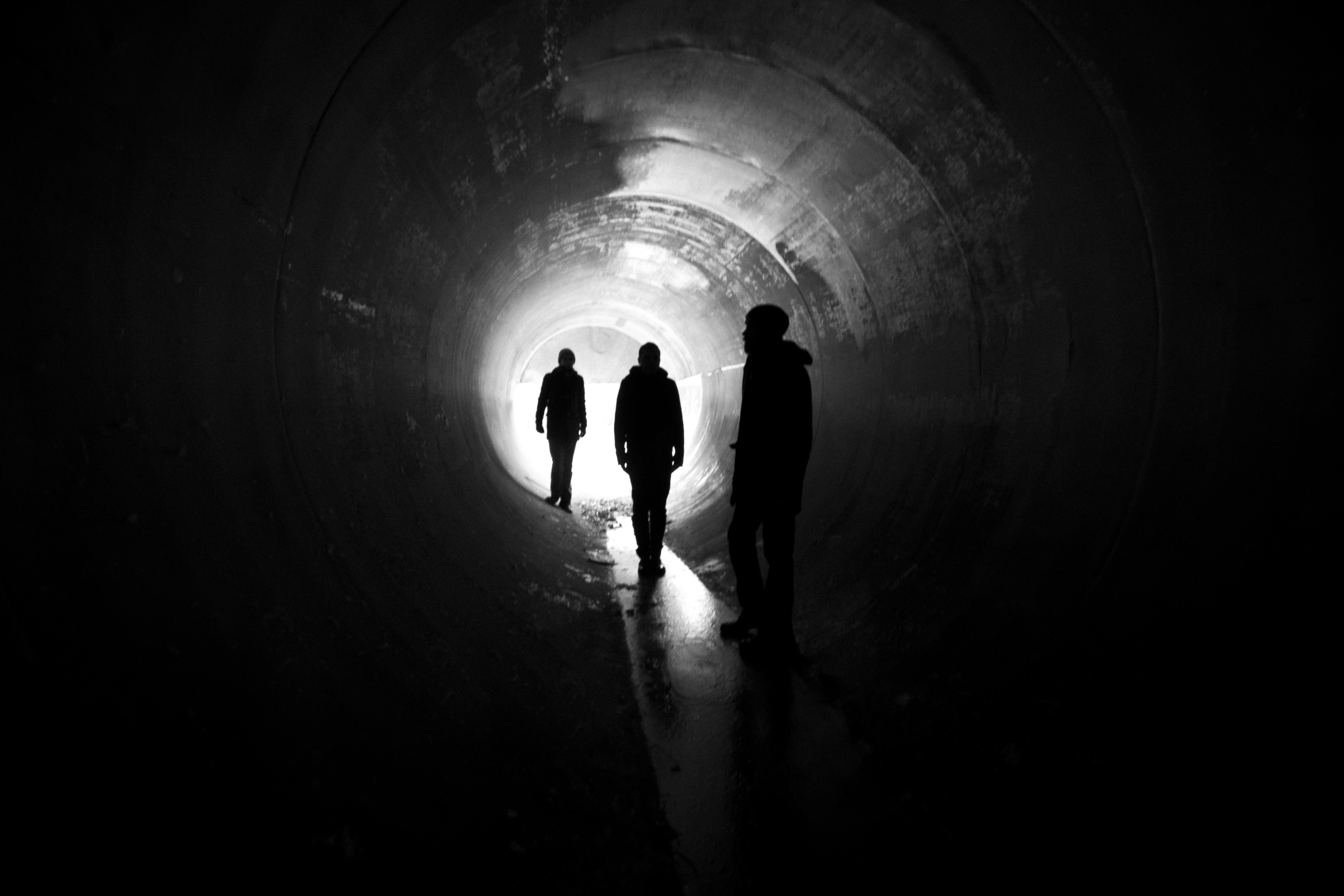
Fogh Depot, 2014

Группа была создана в 2014 году барабанщиком Алексеем Гусаковым и саксофонистом Генрихом Томасом. Алексей посещал европейские фестивали андеграундной и авангардной музыки, слушал материалы европейских нишевых лейблов, сам успел поучаствовать в нескольких похожих российских проектах. Активно осваивал барабаны, семплирование и синтез звука, играя дроун-джазовом дуэте и вынашивая идеи проекта на стыке электроники и живых инструментов.
В 2014 году к дуэту присоединился саксофонист Генрих Томас, у которого был Akai MPС и несколько аналоговых синтезаторов. Третий участник через некоторое время покинул трио, и Алексей снова оказался в дуэте — с Генрихом. Объединённые идеи и возможности двух музыкантов стали первыми треками новой коллаборации. Название Fogh Depot пришло в голову при прослушивании старого трека Burial.
Третий участник команды, контрабасист Михаил Климов, был найден «ВКонтакте», благодаря общим музыкальным пристрастиям, на которые Алексей с Генрихом в то время ориентировались.
Видеохудожник Антон Гордеев присоединился к группе также в 2014 году. Однажды он приехал снимать акустический трек и в итоге было принято решение делать с ним концерты и всю визуальную историю группы. Антон стал полноправным участником группы, во время выступлений он монтирует живьём видеоматериал со сцены под ритм звучащего произведения. Визуальная составляющая стала важной частью шоу группы, хотя время от времени Fogh Depot оказываются вынужденными выступать без неё, в формате трио.

Когда я услышал музыку ребят, я понял, что мне нужно при помощи видео сделать такой инструмент как голос. Музыка ребят очень меланхоличная, и я захотел внести туда некую энергию ощущения, эмоции. Мы сделали сорокаминутный сет…, чтобы зритель пришёл и прочувствовал некую поэзию в музыке.
— Антон Гордеев

### Fogh Depot

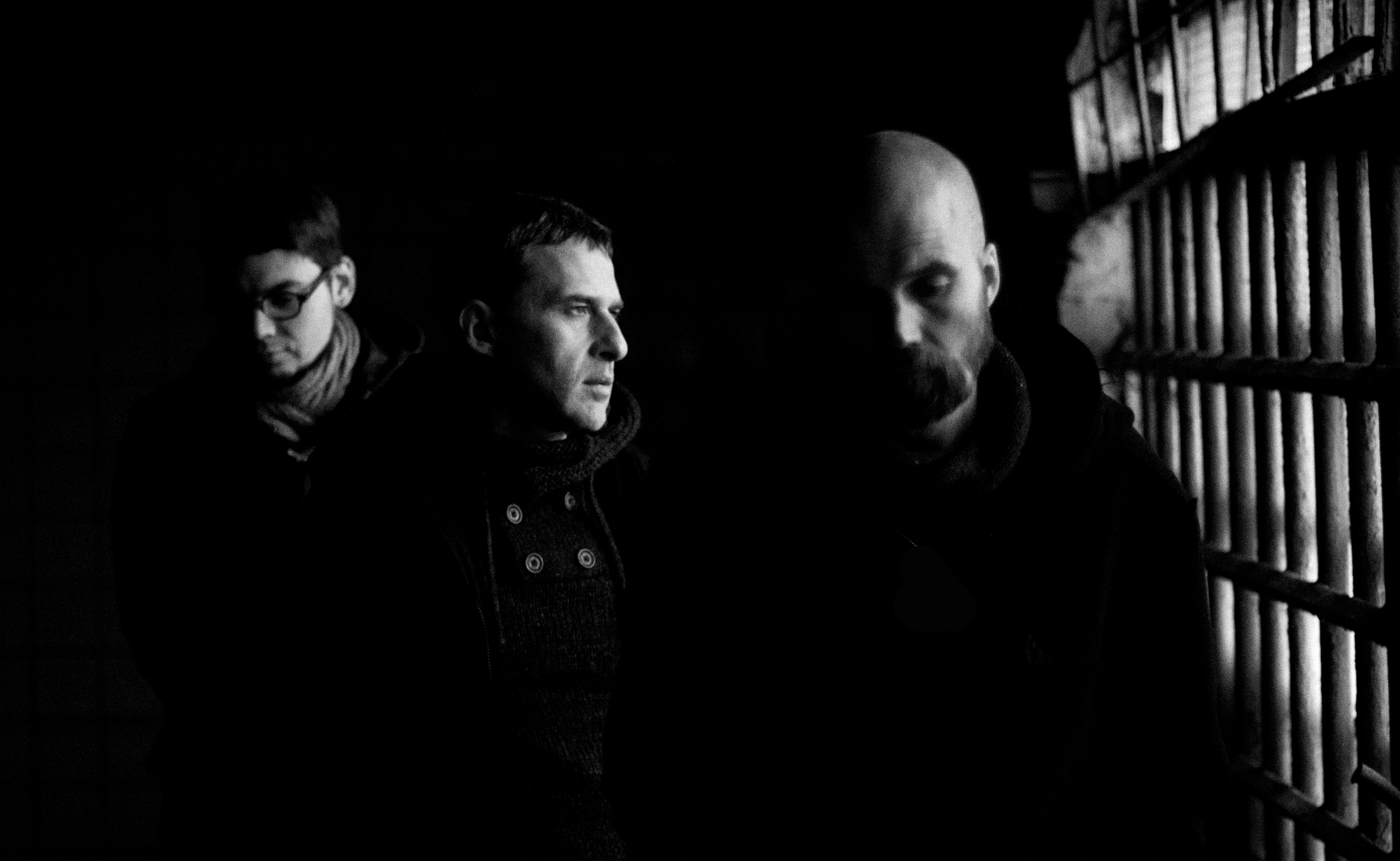
Fogh Depot, 2014

Первые треки Fogh Depot были выдержаны в эстетике дарк-джаза. В том же ключе сложился и первый альбом 2015 года, названный по имени коллектива. Альбом был издан на немецком независимом лейбле Denovali Records. Весной 2014 года один из владельцев лейбла нашёл музыку Fogh Depot на SoundCloud, вышел на музыкантов через Твиттер и поинтересовался, есть ли у музыкантов ещё треки.

Помню, тема письма так и звучала: «Further tracks». Конечно мы ответили «да», хотя на самом деле у нас тогда ещё ничего не было. Буквально за несколько месяцев мы записали пол-альбома, а к осени он был уже готов.
— Алексей Гусаков
Американский журнал Wax Poetics охарактеризовал дебютный альбом Fogh Depot «прекрасной смесью джаза и электроники». Для обозревателя Найт Кин из блога A Closer Listen отдельные треки звучат как The Kilimanjaro Darkjazz Ensemble, «будто Xploding Plastix приняли слишком много „Викодина“», и даже как «ночное прослушивание The Weather Channel».

### Turmalinturm
Второй альбом, получивший название Turmalinturm, группа начала записывать на студии, располагавшейся в здании бывшей Бадаевской пивоварни. Вскоре начались проблемы с арендой, и группе пришлось срочно съезжать. Через две недели после того, как музыканты вывезли свои инструменты и оборудование, студия, и всё здание, сгорели.

Для меня «даркджаз» — нишевый жанр, элементы которого довольно быстро превратились в общедоступное и легковоспроизводимое клише. Мне кажется, никакой особой философии за ним толком никогда не стояло. На втором альбоме мы стали сознательно дистанцироваться от этого жанра и вряд ли когда-нибудь в него вернёмся в чистом виде.
— Алексей Гусаков
В 2016 году, снова на Denovali Records, состоялся релиз второго альбома группы, Turmalinturm, предлагающего весьма комфортный сплав электроники и джаза, а также эксперименты, вполне дружелюбные к неподготовленному слушателю.

Ползучие биты, дарк-эмбиент и интимный джаз: с Turmalinturm Fogh Depot удалось создать чувственно-тусклый инструментальный альбом с гипнотическим эффектом. Просто идеально подходит для поездки из Сайлент Хилл в Твин Пикс. И обратно. Если бы возвращение было возможным.
Оригинальный текст (нем.)Schleichende Beats, dunkle Ambientklänge und intimer Jazz: FOGH DEPOT ist mit „Turmalinturm“ ein sinnlich-schummeriges Instrumentalalbum von hypnotischer Wirkung gelungen. Eben perfekt für eine Reise von Silent Hill nach Twin Peaks. Und zurück. Wenn es ein Zurück gäbe.
— Jochen König, Musikreviews.de
Борис Барабанов из «Коммерсанта» прочил альбому признание, сопоставимое с международным успехом пластинки Lighthouse санкт-петербургской прог-группы iamthemorning.
Карстен Агте из Betreutes Proggen пишет о «параллельной вселенной», созданной Fogh Depot на этом альбоме и состоящей «из восьми неподвижных звезд, сияющих самыми разными цветами и пульсирующих на разных частотах». При этом, по мнению критика, композиции объединяет меланхолия, посреди которой иногда «вспыхивает что-то вроде надежды».
Также на пластинке присутствуют исконно русские мотивы: трек «Светлый праздник» построен на «перезвоне» из сюиты № 1 Рахманинова.

### Перемены в составе и эстетике

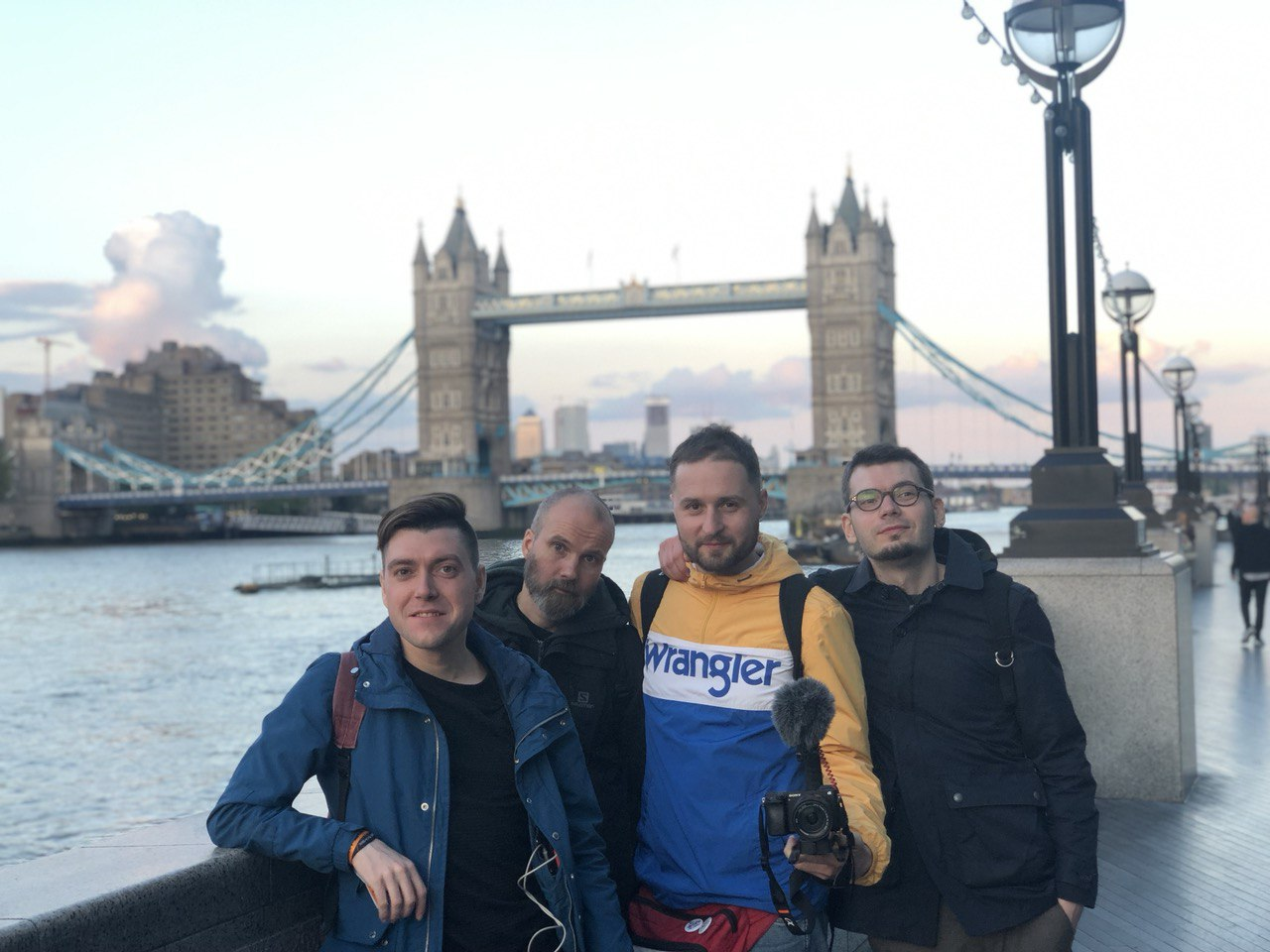
Fogh Depot в Англии, 2019

В 2017 году коллектив выступил на международном фестивале Сергея Курёхина SKIF в Санкт-Петербурге. В том же году коллектив покинул один из его основателей, Генрих Томас. Замену ему удалось найти в лице саксофониста Анатолия Осипова, который пришёл в группу с собственным звучанием и идеями.
20 сентября 2018 года группа Fogh Depot, наряду с Anton Maskeliade, chkbns, Kito Jempere Band и Chikiss, представляла Россию на фестивале Reeperbahn в Гамбурге.
9 мая 2019 года Fogh Depot, в формате трио, выступили на шоукейсе новой русской музыки фестиваля The Great Escape в английском Брайтоне, где также отыграли Chkbns, Lucidvox и Shortparis. 11 мая в рамках The Great Escape группа отыграла ещё один сет в арт-галерее Fabrica.
22 июня 2019 года последовало выступление во Владивостоке на фестивале Ильи Лагутенко V-Rox.

Ситуацию изменила пандемия. Возможно, повлияло уменьшение общего шума вокруг, а, возможно, просто настало время уже чему-то оформиться из всех наших бесконечных поисков. Я очень хорошо помню одно утро в мае 2020-го, посреди московского локдауна, когда я отчётливо увидел и услышал, каким должен быть новый альбом. Это был яркий момент полной ясности.
— Алексей Гусаков
Осенью музыкантам удалось выбраться в Самару, а к концу года все треки нового альбома были записаны.

### Turmalinturm[Remixes]
В 2018 году на Denovali Records вышел сборник ремиксов Turmalinturm [Remixes]. В нём приняли участие английские композиторы Franz Kirmann и John Lemke, итальянский саунд-артист и исследователь звука SaffronKeira, а также российские артисты Дмитрий Устинов, Moa Pillar, HMOT и Monokle.

### We Are the Prison
Сингл We are the prison, выпущенный в 2019 году, стал для Fogh Depot первым опытом коллаборации и «отчаянным экспериментом», а также «первой ласточкой» с очередного альбома группы. Впервые на треке коллектива появился вокал — российско-канадской джазовой певицы Анастасии Минстер. Музыка же ушла в сторону электронного дрим-попа. Клип на композицию снял видеохудожник Антон Гордеев. Съёмки проходили в Исландии и Голландии, на острове Тексел, где была снята финальная сцена фильма «Достучаться до небес».

Мерцающие биты и зловещие классические текстуры создают тяжелые вибрации в духе These New Puritans, в то время как кипящая поэтика новой волны напоминает о Кейт Буш в расцвете. В целом, это гипнотическая смесь IDM, дарк-джаза и дрим-попа. Кроме того, видеоклип на песню просто услада для глаз — визуально ослепительный коллаж кадров природы, на котором молодая женщина мечтательно бродит по бесплодным пейзажам: пустынные заснеженные холмы, ветреные пляжи, огненные леса и многое другое. Всё это снято в захватывающей дух кинематографии и до краёв наполнено символическими образами, затрагивающими темы песни о токсичной созависимости в отношениях.
Оригинальный текст (англ.)Flickering beats and ominous classical textures give off heavy These New Puritans vibes, while the track’s simmering new wave poetics recall prime-era Kate Bush. Overall, it’s a hypnotic blend of IDM, dark jazz, and dream-pop. Furthermore, the song’s video is pure eye candy – a visually dazzling collage of nature shots featuring a young woman dreamily wandering through barren landscapes: desolate snow-capped hills, windy beaches, fiery woodlands, and more. It’s all shot in breathtaking cinematography, and absolutely packed with symbolic imagery tackling the song’s themes of toxic co-dependency in a relationship.
— Jeff Cubbison, Impose
Летом 2020 года Fogh Depot приняли участие в фестивале новой музыки Sound Up, проходившем в московском отеле «Рихтер» на Пятницкой улице. Группе было выделено одно из помещений, и за пять дней фестиваля был создан набросок будущей композиции Richter, которая будет включена в новый альбом.

### «Мир! Дружба! Жвачка!»
В 2020 году, в период самоизоляции, связанной с пандемией COVID-19, треки Fogh Depot были использованы в перфомансах сетевого сообщества Fizika, набравших значительное количество просмотров.
Первым же опытом полноценного и сознательного участия группы в OST оказался российский драматический сериал «Мир! Дружба! Жвачка!» (2020—2021). Композиция «Cloud Apiary» стала музыкальной темой одного из главных героев сериала, который на протяжении второго сезона погружается в пучину наркотического безумия.
В композиции Cloud Apiary использованы пустая пластиковая бутылка, звук которой был записан на репетиции, баритон-саксофон, электроконтрабас, живые барабаны, пианино Yamaha, семпл от акустического контрабаса, аналоговые синтезаторы.
По словам Алексея Гусакова, участие группы в кинопроекте прибавило ей «домашней» популярности, и к 2021 году число слушателей Fogh Depot в России и за рубежом выровнялось.

## Концертная деятельность

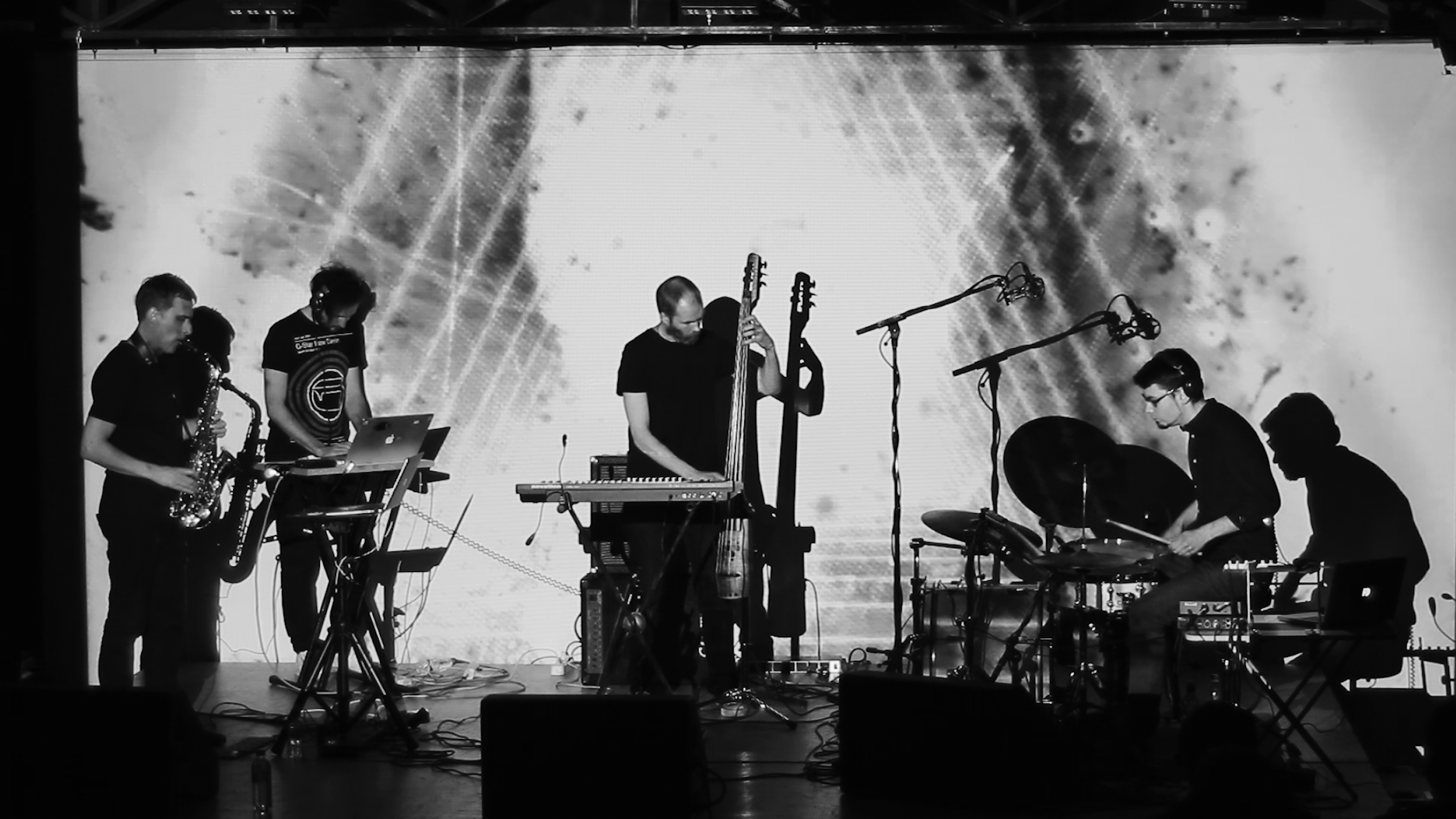
Выступление в КЦ ДОМ, 2015
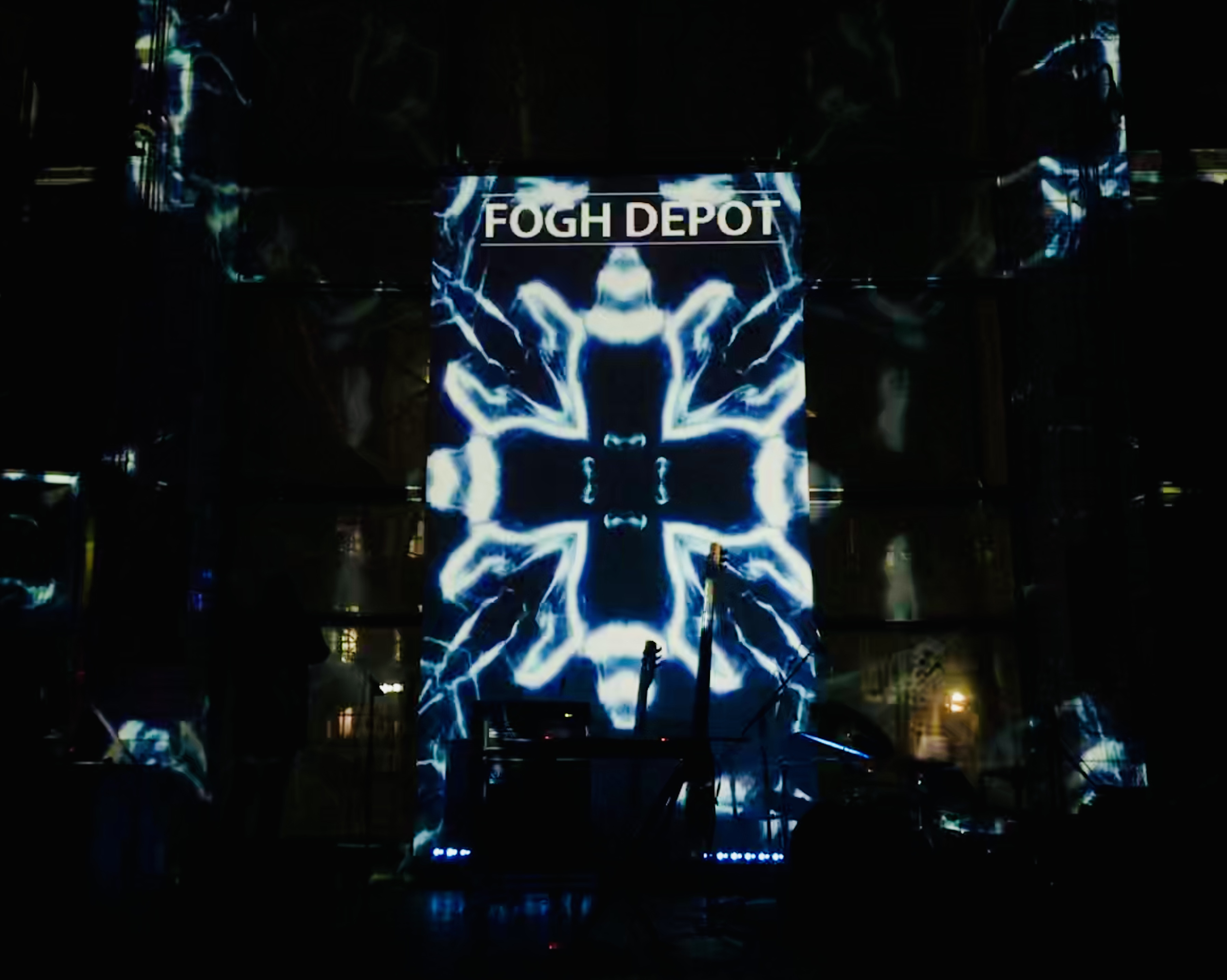
Сольный концерт Fogh Depot в пространстве Pluton, 2019
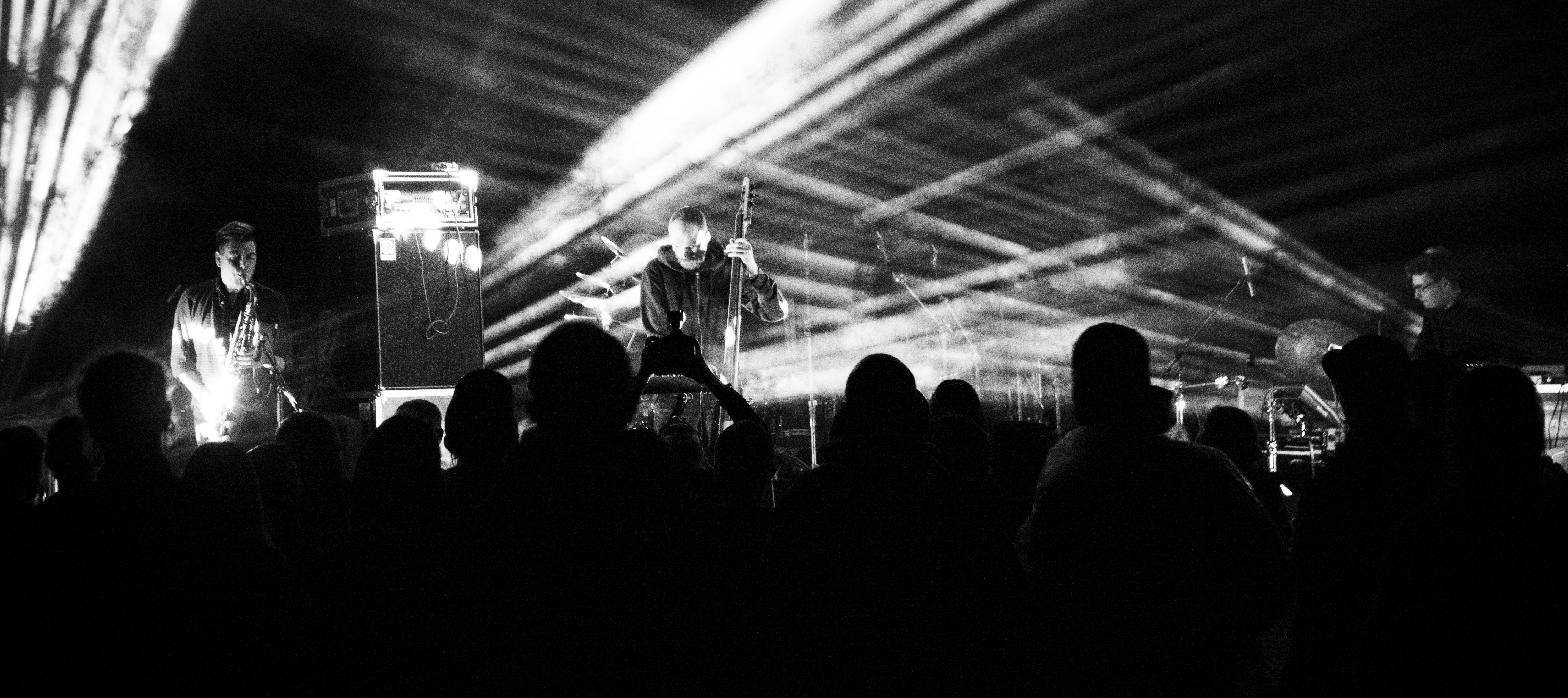
Выступление на фестивале Signal, 2019
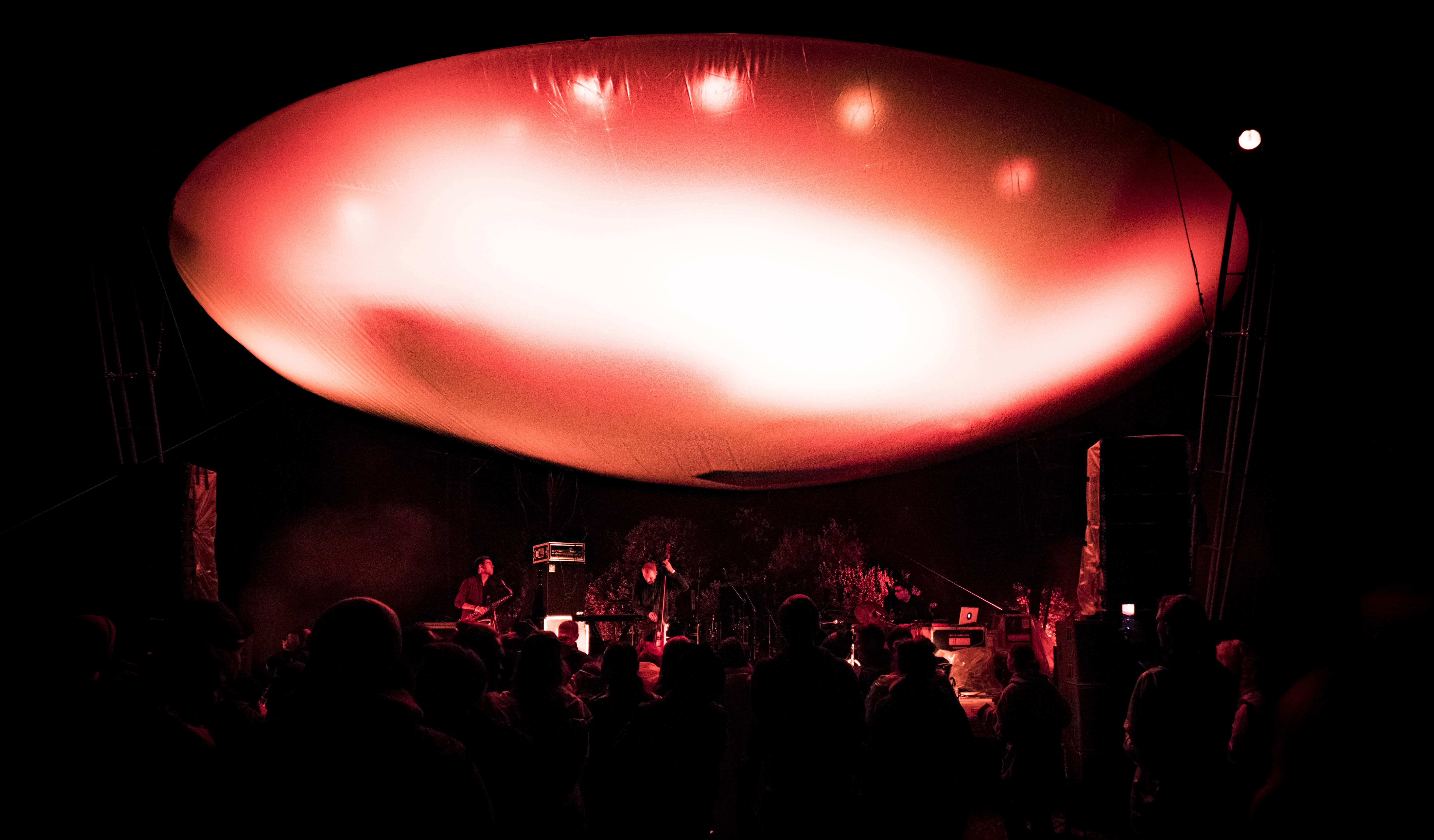
Выступление на фестивале Signal, 2019

Первый сольный концерт Fogh Depot состоялся 22 февраля 2019 года в арт-пространстве Pluton (Центр дизайна Artplay, Москва).
Группа Fogh Depot регулярно выступает в Москве на площадках авангардной и экспериментальной музыки, таких как Культурный центр ДОМ, а также на фестивалях, в частности, Fields в Парке Горького.
Ключевые выступления:
- 25.04.2015 — презентация альбома Fogh Depot в Культурном Центре ДОМ, Москва
- 31.05.2017 — выступление на фестивале Sound Up в Центральном доме архитектора, Москва
- 30.09.2017 — выступление на фестивале SKIF XXI, Санкт-Петербург
- 17.07.2018 — выступление на Moscow Urban Forum в парке Зарядье, Москва
- 09.09.2018 — выступление на фестивале Fields в Парке Горького, Москва
- 20.09.2018 — выступление на Reeperbahn Festival[нем.], Гамбург
- 22.03.2019 — сольный концерт в арт-пространстве Pluton, Центр дизайна Artplay, Москва
- 11.05.2019 — выступление на The Great Escape Festival, Брайтон, Англия
- 22.06.2019 — выступление на фестивале V-ROX EXPO, Владивосток
- 06.07.2019 — выступление на фестивале «Боль», Культурный центр ЗИЛ, Москва
- 16.08.2019 — выступление на фестивале Signal, арт-парк Никола-Ленивец, Калужская область
- 27.08.2020 — выступление на «Волгафест-2020», Самара

## Состав
- Алексей Гусаков: барабаны, семплеры;
- Михаил Климов: контрабас, клавишные;
- Анатолий Осипов (с 2017): тенор-саксофон;
- Антон Гордеев: видео-арт.

бывшие участники
- Генрих Томас (2014—2017): баритон-саксофон, синтезаторы;

## Альбомы
- 2015 — Fogh Depot
- 2016 — Turmalinturm
- 2018 — Turmalinturm [Remixes]
- 2019 — We Are the Prison (сингл с Анастасией Минстер)

## Видео
Все клипы сняты Антоном Гордеевым и опубликованы на официальном Youtube-канале Denovali Records.
- Fogh Depot + Anastasia Minster - We Are The Prison
- Fogh Depot - Quicksilver Spoon
- Fogh Depot - Nevalyashka
- Fogh Depot - Mining (BTC)